# Distretto di Sai Mun
Il distretto di Sai Mun (in thailandese: ทรายมูล) è un distretto (amphoe) della Thailandia, situato nella provincia di Yasothon.